# 王娇
王娇（1988年1月4日—），中国辽宁沈阳人，摔跤运动员。

## 运动生涯
2001年，13岁的王娇开始练习柔道；两年后，被教练看中，转入“辽宁省女子摔跤队”，开始了自己的摔跤生涯。
在北京奥运会之前的中国国内选拔赛中，王娇曾三次战胜雅典奥运会冠军王旭，获得了参加奥运会的资格。在北京奥运会女子自由式摔跤72公斤级的比赛中，20岁的王娇一路过关斩将；其中，在半决赛中击败了日本名将浜口京子；决赛中，她又反败为胜，战胜了两届世锦赛冠军、保加利亚名将兹拉特娃，最终摘得这个项目的金牌。

## 成绩亮点
- 2005年，世锦赛72公斤级第五名，
  - 亚锦赛72公斤级冠军；
- 2006年，世锦赛72公斤级第10名；
- 2008年，奥运会72公斤级金牌
- 2012年，奥运会72公斤级第五名